# La vera storia di Billy the Kid
La vera storia di Billy the Kid (Gore Vidal's Billy the Kid) è un film per la televisione del 1989 diretto da William A. Graham e con principali interpreti Val Kilmer, Duncan Regehr, Wilford Brimley e Julie Carmen.
La sceneggiatura si basa su un teledramma di Gore Vidal del 1955, The Death of Billy the Kid, da cui nel 1958 è stato tratto un film con Paul Newman, Furia selvaggia - Billy Kid.

## Trama
William Bonney, ai più noto come Billy the Kid, viene ripercorso a livello emotivo e studiati i motivi e le cause che lo hanno spinto a diventare uno dei più famigerati criminali statunitensi.
Dopo una serie di omicidi a suo carico, William viene ricercato per tutto il vecchio West dallo sceriffo Pat Garrett, che in ultimo riuscirà ad ucciderlo.

## Cammei
- Lo sceneggiatore Gore Vidal appare nelle vesti del prete che celebra il funerale di Billy the Kid.